# 二型柳叶箬
二型柳叶箬（学名：Isachne dispar）为禾本科柳叶箬属下的一个种。

## 扩展阅读
- 維基物種上的相關：二型柳叶箬